# سيباستيان ميليتز

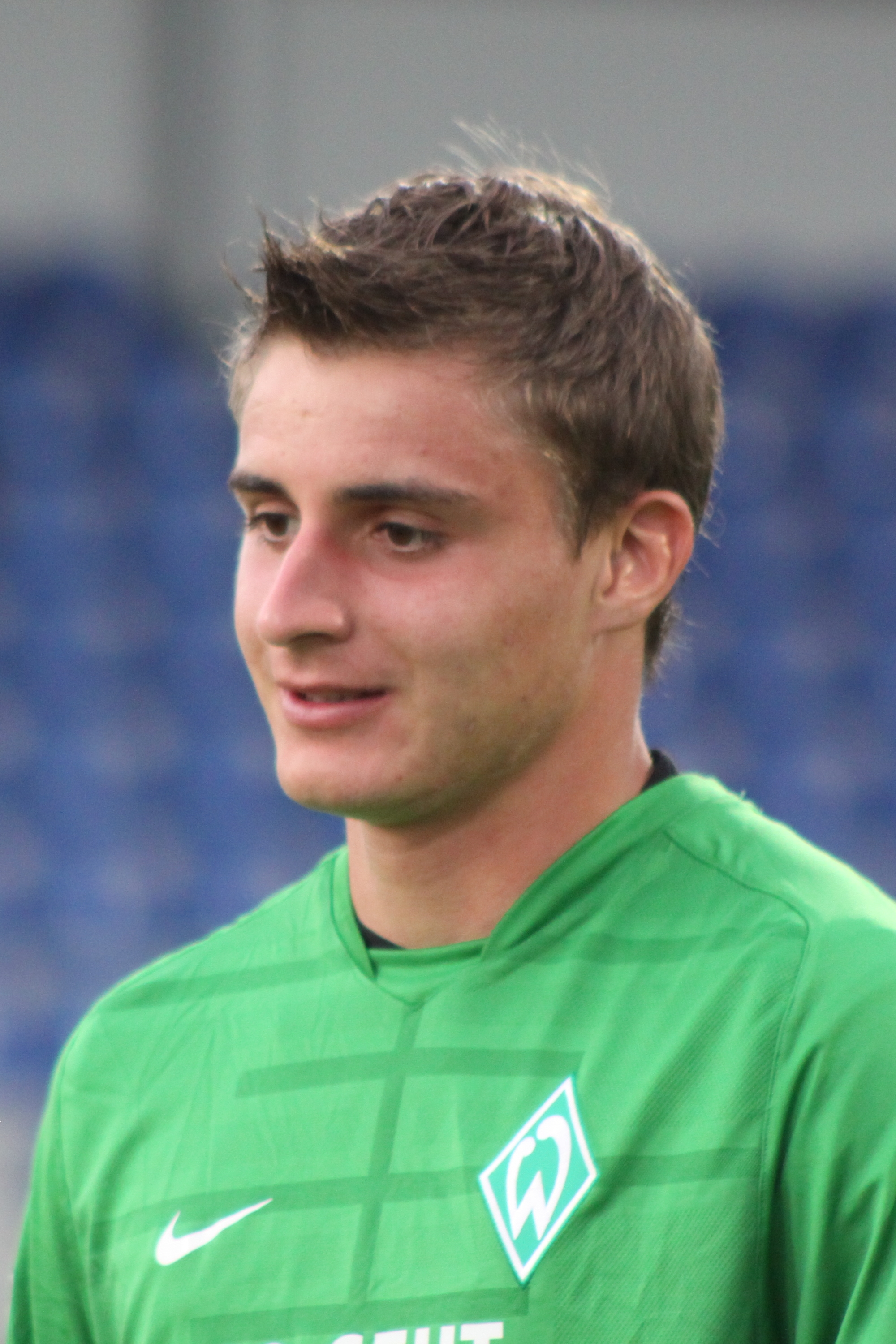

سيباستيان ميليتز (بالألمانية: Sebastian Mielitz)‏ (مواليد 18 يوليو 1989 في تسيهدينك - ألمانيا الشرقية) هو لاعب كرة قدم ألماني يلعب في مركز حراسة المرمى.

## روابط خارجية
- سيباستيان ميليتز على موقع قاعدة بيانات كرة القدم.إي يو (الإنجليزية)
- سيباستيان ميليتز على موقع بيانات كرة القدم. دي إي (الألمانية)
- سيباستيان ميليتز على موقع Soccerway.com (الإنجليزية)
- سيباستيان ميليتز على موقع عالم كرة القدم.نت (الإنجليزية)
- سيباستيان ميليتز على موقع كووورة
- سيباستيان ميليتز على موقع AS.com (الإسبانية)